# Cultura lusaciana

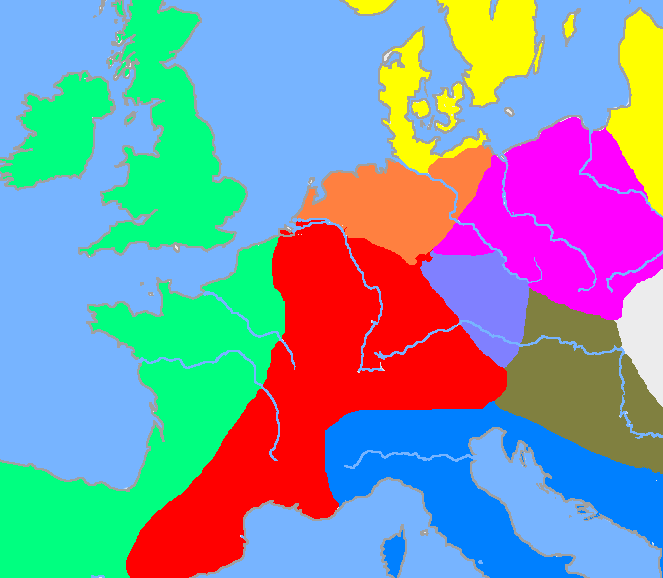
Mapa simplificado de las culturas de Europa Central en torno al año 1200 a. C. El área en fucsia corresponde a la cultura lusaciana; el área azul central es la cultura Knoviz; el color rojo corresponde a la cultura de los campos de urnas central, y el naranja a la cultura de los campos de urnas norte. El área marrón es la cultura danubiana, la azul las culturas terramaras y la verde corresponde a la Edad del Bronce de Europa Occidental. El área amarilla pertenece a la Edad del Bronce nórdica.

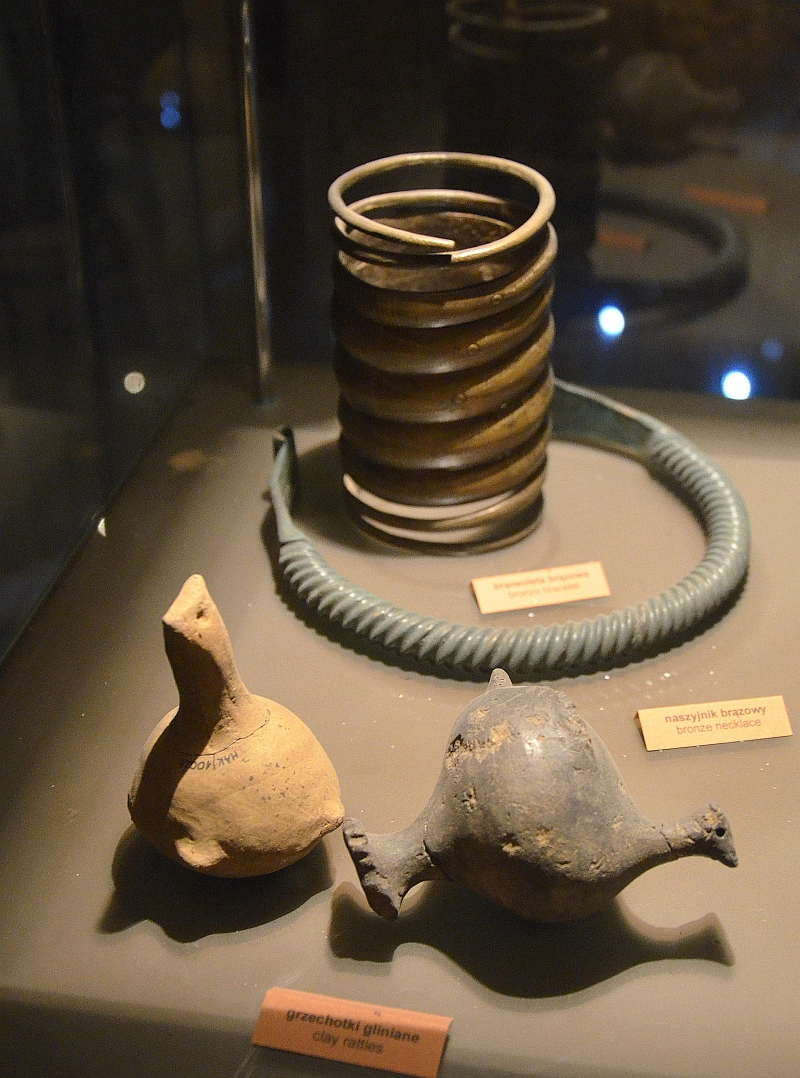
Objetos funerarios de la cultura lusaciana

La cultura lusaciana pertenece a la Edad del Bronce tardía y principios de la Edad del Hierro (1300-500 a. C.). Se extiende por el este de Alemania, la mayor parte de Polonia, partes de la República Checa, Eslovaquia y partes de Ucrania. Abarca los períodos Montelius III (cultura lusaciana temprana) al V de la cronología norte europea.
La cultura lusaciana es heredera de la cultura Trzciniec junto con algunas influencias de la cultura de los túmulos de la Edad del Bronce. Es contemporánea con la cultura de los campos de urnas y con la Edad del Bronce nórdica. En el este la sucede la cultura Billendorf a principios de la Edad de Hierro. En Polonia permanece durante parte de la Edad de Hierro y la sucede la cultura pomerania en el norte alrededor de la desembocadurá del río Vístula.
Estuvo en contacto con las culturas de la Edad del Bronce nórdica. La influencia escandinava en el norte de Polonia y Pomerania durante este período es considerable, por este motivo se incluye en ocasiones en la Edad del Bronce nórdica.
El rito funerario más común es la cremación, las inhumaciones son escasas. La urna se encuentra acompañada de numerosas vasijas, hasta 40. Son escasas las tumbas con objetos de metal, pero se han encontrado tumbas con grandes tesoros de bronce y oro como en Kopaniewo (Pomerania) o Eberswalde (Brandeburgo). Se han encontrado tumbas como la de Bataune en Sajonia con moldes que atestiguan la producción herramientas y armas de bronce en el poblado.
La tumba 'real' de Seddin (Brandeburgo), cubierta por un gran túmulo contiene numerosas vasijas de bronce y cuentas de cristal importadas del Mediterráneo. Los cementerios pueden ser bastante grandes y tener miles de tumbas.
Biskupin en Polonia y Buch en las cercanías de Berlín son famosos poblados pertenecientes a esta cultura. Ambos son poblados fortificados construidos en cimas o en zonas pantanosas. Los muros están fabricados con cajas de madera rellenas de tierra o piedras.
La economía esta principalmente basada en la agricultura, como lo atestiguan los numerosos fosos encontrados. El trigo y la cebada son los cultivos principales, además se cultiva mijo, centeno, avena, guisantes, alubias, lentejas y Camelina sativa. También se han encontrado restos de lino, manzanas cultivadas, peras y ciruelas. Los animales domésticos más importantes lo forman el ganado vacuno y porcino, seguidos de las ovejas, gansos, caballos y perros. Dibujos encontrados en urnas de Silesia pertenecientes de la Edad del Hierro indican la monta de caballos, también eran usados para tirar de carros.
Practican la caza, pero esta no aporta una gran cantidad de la carne consumida. Se encuentran huesos de ciervo, jabalí, bisonte, alce, liebre, zorro y lobo. En Biskupin el consumo de ancas de rana puede haber sido habitual, pues se han hallado grandes cantidades de huesos de rana.
Algunos arqueólogos consideran que los tesoros encontrados en algunas zonas pantanosas son ofrendas a los dioses. Se han encontrado huesos humanos en fosos de 5 m de profundidad en Lossow (Brandeburgo), puede indicar la existencia de sacrificios humanos y posible canibalismo.

## Historia de las investigaciones
Rudolf Virchow (1821-1902), patólogo y arqueólogo alemán es el primero en describir los enterramientos del tipo 'Lausitz'. Este nombre hace referencia a la región de Lusacia, situada al este de Alemania y Polonia. El arqueólogo identificó la cerámica como pregermana pero rehusó especular sobre la etnicidad de sus fabricantes.
Numerosos autores checos (Píč, Niederle, Červinka) y polacos (Majewski, Józef Kostrzewski, Kozłowski) sostienen que los lusacianos son protoeslavos, mientras que el arqueólogo alemán A. Götze opina que son tracios, y Gustaf Kossinna carpianos.